# Гордеева, Екатерина Александровна
Екатери́на Алекса́ндровна Горде́ева (род. 28 мая 1971, Москва) — советская и российская фигуристка, выступавшая в парном катании. В паре с Сергеем Гриньковым — двукратная чемпионка Олимпийских игр (1988 и 1994 года), четырёхкратная чемпионка мира, трёхкратная чемпионка Европы и трёхкратная чемпионка мира среди профессионалов. Заслуженный мастер спорта СССР (1988). Заслуженный мастер спорта России (1994).

## Биография
Отец Александр Гордеев был танцором в ансамбле песни и пляски Советской Армии имени А. В. Александрова, умер в марте 2008 года. Мать Елена Гордеева работала оператором телетайпа в ТАСС. Сестра — Мария Гордеева (род. 1975).

### Детство
В возрасте четырёх лет поступила в ДЮСШ ЦСКА: знакомый родителей сказал приёмной комиссии, что Гордеевой — пять лет, для того, чтобы её приняли. Училась в специализированной спортивной школе, где одним из её одноклассников был будущий хоккеист Павел Буре.

### Парные выступления

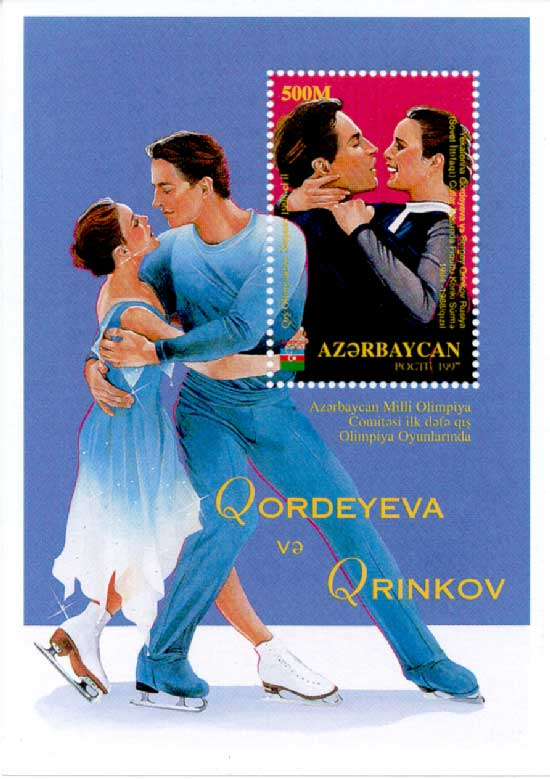
Екатерина Гордеева и Сергей Гриньков на почтовой марке Азербайджана 1998 года

Прыжки у Екатерины Гордеевой и Сергея[уточнить] были слабыми для одиночного катания, поэтому в 1982 году их объединили в пару, и их тренером стал Владимир Захаров. С осени 1983 года с парой стали работать тренер Надежда Шеваловская (Горшкова) и хореограф Марина Зуева. На чемпионате мира среди юниоров в декабре 1983 пара стала шестой, а в 1984 — первой. На турнире Скейт Канада в 1985 г. Шеваловская включила в программу рекордный для пар того времени прыжок тройной сальхов, однако Гордеева упала.
С осени 1985 года их взял тренировать Станислав Жук. Под руководством нового тренера пара выиграла в январе 1986 года серебро на чемпионатах СССР и Европы, а 19 марта — золото на чемпионате мира в Женеве. Гордеева стала самой юной чемпионкой мира.
После письма нескольких фигуристов, в том числе Гордеевой и Гринькова, руководству ЦСКА по поводу С. А. Жука пара в июле 1986 г. перешла тренироваться к Станиславу Леоновичу, а хореографом вновь стала М. Зуева. На чемпионате Европы в Сараево у Гринькова оторвалась штрипка, и судья Б. Райт (США) дал свисток и остановил музыку. Пара завершила программу без музыки, но оценки выставлены не были. От предложения повторно откатать программу в конце соревнований спортсмены отказались, получив дисквалификацию. На чемпионате мира в Цинциннати они снова были первыми. На обоих чемпионатах исполнили подкрутку в четыре оборота.
В ноябре 1987 года Гордеева получила на тренировке травму — сотрясение головного мозга. Пара пропустила чемпионат СССР. Затем они победили на чемпионате Европы и 16 февраля 1988 года стали олимпийскими чемпионами: обе программы были доведены до совершенства. Произвольная (на музыку Мендельсона, Шопена и Моцарта) считается болельщиками и специалистами шедевром в истории фигурного катания. Были идеально исполнены все элементы, в том числе каскад двойной аксель — двойной тулуп, оба выброса и три поддержки, все на одной руке. В одной из них, впервые в истории, было выполнено вращение в обычную сторону, затем последовал спуск партнерши, вновь подъём и вращение в другую сторону. Пораженные судьи поставили 14 оценок 5,9 и 4 — 5,8.
На чемпионате мира 1989 г. за абсолютно чистые короткую и произвольную программы пара получила у судей все 9 первых мест. Однако на чемпионате мира 1990 г. победа досталась с трудом. В короткой программе ряд судей посчитали спирали не соответствующими требованиям и снизили оценку на 0,2 балла. В произвольной Гордеева оступилась на тройном тулупе, а в комбинации прыжков двойной аксель — риттбергер — ойлер — двойной сальхов исполнила лишь одинарный аксель — риттбергер (Гриньков сделал все прыжки). В итоге обыграть соперников удалось с преимуществом лишь в один судейский голос.
В 1990 году фигуристы ушли из любительского спорта к Татьяне Тарасовой в театр на льду «Все звёзды». В 1991—1992 годах пара выступала на профессиональных чемпионатах мира. В 1991 году Екатерина Гордеева и Сергей Гриньков поженились, в 1992 году у них родилась дочь Дарья.
В 1993 году Международный союз конькобежцев и Международный олимпийский комитет разрешили фигуристам-профессионалам вернуть любительский статус и принять участие в Олимпийских играх. Воспользовавшись новыми правилами, Гордеева и Гриньков перешли в любительский спорт и победили на чемпионате России, Европы и Олимпиаде в Лиллехаммере.
Затем они вернулись в профессиональный спорт. 20 ноября 1995 года во время тренировки в Лейк-Плесиде Гриньков получил обширный инфаркт и скончался в больнице.

### После спорта
В феврале 1996 года Гордеева вернулась на лёд. В том же году она выпустила книгу «Мой Сергей. История любви» в память о Сергее Гринькове, подготовленную в соавторстве с журналистом Эдом Свифтом. В 1998 году канал CBS снял по ней документальный фильм, затем была издана вторая книга, «Письмо Дарье».
Победительница чемпионата Канады по фигурному катанию среди профессионалов в 1994 году в паре с Сергеем Гриньковым. В 1998 году Гордеева заняла второе место на профессиональном чемпионате мира. В 2000 году она закончила участие в соревнованиях, но продолжила выступления в ледовых шоу. Во многих шоу исполняла парные элементы с такими партнёрами, как Артур Дмитриев, Антон Сихарулидзе, Дэвид Пеллетье и Джон Циммерман. В сезоне 1998—99 выступала в «Звёздах на льду» в квартете с Ильёй Куликом, Еленой Бечке и Денисом Петровым, а в 1999—2000 годах — в паре с Ильёй Куликом.
В 2008 году участвовала в шоу Первого канала «Ледниковый период-2» в паре с актёром Егором Бероевым, с которым одержала победу. Приняла участие и в гастрольном туре по городам России и ближнего зарубежья, организованном Ильёй Авербухом.
Осенью 2010 года Екатерина Гордеева выступала в шоу канадского телевидения «Battle of the Blades» (шоу о фигурном катании с участием профессиональных игроков НХЛ) и одержала победу в паре с Валерием Буре.

### Личная жизнь
Первый муж (с 1991 по 1995) — Сергей Гриньков (1967—1995), партнёр по фигурному катанию. Поженились 20 апреля, обвенчались 28 апреля 1991 года. Дочь Дарья Гринькова, родилась 11 сентября 1992 года в Морристоуне, штат Нью-Джерси, США. Гражданка США.
Второй муж (с 2001 по 2016) — Илья Кулик (род. 1977). Свадьба состоялась 10 июня 2001 года. Летом 2007 года переехали в Ньюпорт-Бич (штат Калифорния). Развелись в 2016 году. Дочь Елизавета Кулик, родилась 15 июня 2002 года в Лос-Анджелесе, гражданка США.
Третий муж — Давид Пеллетье (с 2020).

## Государственные награды
- Орден «За личное мужество» (1994 год) — за высокие спортивные достижения на XVII зимних Олимпийских играх 1994 года[8].
- Орден Дружбы Народов (1988)[9]

## Достижения
(с С. Гриньковым)
| Соревнование                     | Сезон   | Сезон   | Сезон   | Сезон   | Сезон   | Сезон   | Сезон   | Сезон   | Сезон   |
| Соревнование                     | 1985—86 | 1986—87 | 1987—88 | 1988—89 | 1989—90 | 1990—91 | 1991—92 | 1992—93 | 1993—94 |
| -------------------------------- | ------- | ------- | ------- | ------- | ------- | ------- | ------- | ------- | ------- |
| Олимпийские игры                 |         |         | 1       |         |         |         |         |         | 1       |
| Чемпионаты мира                  | 1       | 1       | 2       | 1       | 1       |         |         |         |         |
| Чемпионаты Европы                | 2       | DSQ     | 1       |         | 1       |         |         |         | 1       |
| Чемпионаты России                |         |         |         |         |         |         |         |         | 1       |
| Чемпионаты СССР                  | 2       | 1       |         |         |         |         |         |         |         |
| Skate Canada International       | 1       | 2       |         |         |         |         |         |         | 1       |
| NHK Trophy                       |         |         |         |         | 1       |         |         |         |         |
| Профессиональные чемпионаты мира |         |         |         |         | 2       | 1       | 1       |         | 1       |

- DSQ = дисквалифицированы